# Micropera caespitosa
Micropera caespitosa är en svampart som först beskrevs av Peck, och fick sitt nu gällande namn av Hans Sydow 1927. Micropera caespitosa ingår i släktet Micropera, divisionen sporsäcksvampar och riket svampar.   Inga underarter finns listade i Catalogue of Life.